# Олдама

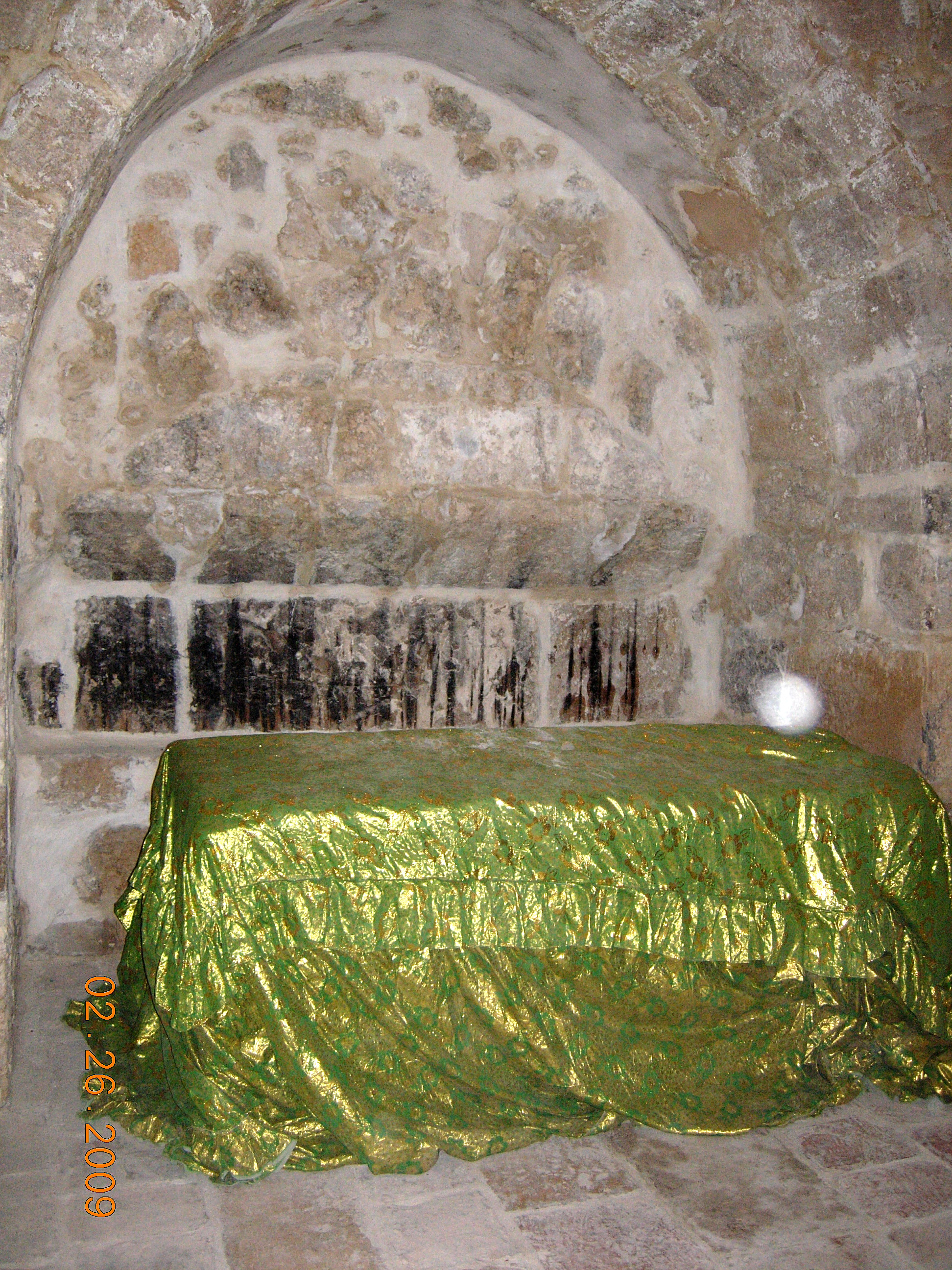
Гробница Олдамы на Елеонской горе

Олда́ма (Олда́на, О́лда, ивр. חֻלְדָּה הַנְּבִיאָה‎ — Ху́льда пророчица) — персонаж Ветхого Завета, пророчица, современница пророков Иеремии и Софонии. Рассказ о ней содержится в 4Цар. 22:14-20 и 2Пар. 34:22-28.
Олдама жила в Иерусалиме и была женой Шаллума, хранителя одежд. К ней по повелению царя Иудеи Иосии обратились после того, как священник Хелкия нашёл список с книги Закона, чтение которого встревожило царя. Царским посланникам Олдама произнесла пророчество о судьбе Израиля:

так говорит Господь: вот Я наведу бедствие на место сие и на жителей его все проклятия, написанные в книге, которую читали пред лицем царя Иудейского, за то, что они оставили Меня и кадили богам другим, чтобы прогневлять Меня всеми делами рук своих. И гнев Мой возгорится над местом сим и не угаснет.
— 2Пар. 34:24-25
Только царю Иосию за смирение пред Господом она предрекла от имени Бога «ты положен будешь в гробницу твою в мире, и не увидят глаза твои всего того бедствия, которое Я наведу на место сие».
Олдама пользовалась высоким уважением при жизни, а после смерти, по преданию раввинов, её удостоили чести погребения в пределах городских стен Иерусалима.
Православная церковь почитает Олдаму как праматерь, её память совершается 10 апреля (по юлианскому календарю).